# Prvo obleganje Rima (537–538)
Prvo obleganje Rima je potekalo med 2. marcem 537 in 12. marcem 538, kjer je vojska Ostrogotskega kraljestva pod vodstvom Vitigeza oblegalo posadko Bizantinskega cesarstva pod vodstvom Belizarja. Ostrogoti so marca 537 obkolili Rim in prekinili mestne vodovode, da bi branilce prikrajšali za pitno vodo. Večkrat so napadli mestne zidove, zlasti pri Salarskih vratih, vendar so bili vsakokrat odbiti. Belizar je s svojimi vojaki uporabljal ognjene izstrelke iz smole in žvepla ter taktiko presenečenja, s katero je preprečil sovražnikov preboj.
Obleganje se je spremenilo v izčrpavanje, ker Ostrogoti niso mogli zavzeti mesta in so se odločili za dolgotrajno blokado. Rimsko prebivalstvo je začelo trpeti zaradi pomanjkanja hrane, vendar je Belizar našel načine za skrivno oskrbo po reki Tiber. Belizar je izvajal gverilske napade na oslabljene gotovske enote in njihove oskrbovalne poti.
Iz juga je v pomoč Belizarju (marec 538) prispela bizantinska vojska pod poveljstvom Johna (nečaka Vitaliana). Ostrogoti, ki so že utrpeli velike izgube in niso mogli zavzeti mesta, so prekinili obleganje in se umaknili proti Ravenni. 
Ta poraz je močno oslabil gotovsko oblast v Italiji.

## Posledice in pomen obleganja
Obleganje je bila prelomnica v gotski vojni. Propad obleganja je oslabil Ostrogote in omogočil Bizantincem, da nadaljujejo osvajanja v Italiji. Rim ostane v bizantinskih rokah. Čeprav je mesto kasneje doživelo še več napadov in za kratek čas bilo tudi najmanj dvakrat zavzeto, je ostalo pod nominalno bizantinsko oblastjo  še globoko v 8. stoletju, nakar je prišlo do nastanka Papeške države.
Kljub številčni premoči sovražnika je Belizar z močno obrambo, taktičnimi napadi in uporabe terena uspel obraniti mesto. Obleganje Rima je bilo izjemen primer obrambne vojne, kjer so dobro utrjeno mesto in pametna vojaška strategija premagala številčnejšo sovražno vojsko.

## Vir
- J.B. Bury. History of the Later Roman Empire.